# Операция Рейнхард
Опера́ция Ре́йнхард или Рейнхардт (нем. Aktion/Einsatz Reinhard/Reinhardt) — кодовое название государственной программы нацистской Германии по систематическому убийству евреев и цыган в генерал-губернаторстве. В ходе «Операции Рейнхард» с июля 1942 года по октябрь 1943 года в трёх лагерях смерти (Белжец, Собибор и Треблинка) были убиты свыше двух миллионов евреев и около 50 тысяч цыган из пяти округов генерал-губернаторства (Варшава, Люблин, Радом, Краков и Галиция).

## Предыстория
Невозможно точно установить, когда был отдан приказ уничтожить евреев Европы, так как нет ни одного письменного свидетельства о его существовании. Нет также уверенности, что такой приказ когда-либо был отдан в письменном виде Гитлером. По мнению авторов «Катастрофы европейского еврейства», к решению о массовом уничтожении евреев нацистами привела оккупация Польши, еврейское население которой превышало 3 млн человек. Отказ от идеи эмиграции начался уже осенью 1940 года. Профессор Петер Лонгерих полагает, что несмотря на массовые расстрелы в 1941 году переход к поголовному уничтожению начался только в конце весны 1942 года.
Айнзатцгруппы и полицейские батальоны начали уничтожать евреев-мужчин в возрасте от 17 до 45 лет сразу после нападения Германии на СССР. С сентября-октября 1941 года мобильные карательные части перешли к массовому уничтожению также женщин и детей.
Для решения организационных проблем уничтожения евреев Рейнхард Гейдрих созвал 20 января 1942 года «Ванзейскую конференцию». В конференции приняли участие представители всех задействованных в так называемом «окончательном решении еврейского вопроса» организаций. Йозеф Бюлер, заместитель Ганса Франка, выступил с заявлением, что было бы желательно начать решение этого вопроса в генерал-губернаторстве, по причине отсутствия проблем с организацией транспорта и исполнения этой операции. Евреи должны были быть удалены с территории генерал-губернаторства как можно быстрее, так как именно здесь «еврей, как носитель заразы» представлял особенную опасность. К тому же, из двух с половиной миллионов евреев, живущих на этой территории, большая часть была неработоспособна.
Результатом конференции стало единство мнений о перемещении евреев Европы на восток и их убийстве.

## Задание Гиммлера
Проведение операции Генрих Гиммлер поручил начальнику полиции и СС Люблинского района Одило Глобочнику, который был назначен на эту должность в 1939 году. В нём Гиммлер видел того, кто «как никто другой создан для колонизации Востока», как он писал в письме от 4 августа 1943 года, когда речь шла об отставке Глобочника. 21 июля 1941 года Гиммлер назвал всё сделанное и запланированное Глобочником в округе Люблин программой Генрих. В этой области как часть «программы Генрих» имело место также выполнение «операции Рейнхард».
К названию операции имеют отношение два имени:
1. Государственный секретарь министерства финансов Рейха Фриц Рейнхардт
2. Рейнхард Гейдрих, шеф РСХА, убитый в июне 1942 года в Праге в результате покушения.

Вопрос, кто был эпонимом операции — Рейнгард Гейдрих или Фриц Рейнгардт — остаётся дискуссионным, хотя судя по написанию в первоисточниках (имя — Reinhard, фамилия Reinhardt) речь идёт об обергруппенфюрере СС Гейдрихе.
Можно только косвенно установить, когда Одило Глобочник, руководитель «операции Рейнхардт», получил от рейхсфюрера СС приказ об уничтожении евреев. Адольф Эйхманн сказал на процессе в Иерусалиме, что Гейдрих сообщил ему спустя два или три месяца после нападения на Советский Союз о том, что фюрер приказал физически уничтожить евреев. Эйхман говорил, что Гейдрих приказал ему:
Езжайте к Глобочнику. Рейхсфюрер уже дал ему соответствующие указания. Взгляните, насколько он продвинулся со своим проектом.
В Люблине Эйхманн был в одном из лагерей, где Кристиан Вирт объяснил ему устройство газовых камер для удушения евреев. Вирт был первым комендантом лагеря смерти Белжец и позднее инспектором всех лагерей «операции Рейнхардт». Перед этим он принимал участие в программе эвтаназии (Операция T4). Таким образом, Глобочник был посвящён в планы уничтожения евреев уже летом 1941 года.
Часто в литературе в качестве даты отдачи приказа Глобочнику приводится июль 1941 года. Последние исследования исходят из того, что осенью 1941 года Гиммлер отдал приказ уничтожить всех евреев генерал-губернаторства, которых невозможно было использовать для принудительного труда.

## Цели
«Операция Рейнхард» по замыслу своего руководителя Одило Глобочника имела четыре этапа:
- выселение;
- оценка рабочей силы;
- оценка имущества;
- захват скрытых ценностей и недвижимости.

## Проведение

### Три дополнительных лагеря смерти
Убийство евреев происходило в трёх лагерях. Концентрационные лагеря Белжец (начал работать в марте 1942 года) и Собибор (с мая 1942 года) находились в округе Люблин, Треблинка (с июля 1942 года) — в округе Варшава. Лагеря находились в отдалённых областях, однако вблизи железных дорог. По размерам они были небольшими, от 300 до 400 метров шириной, 400—500 метров длиной.
Лагеря производили впечатление временных. Каждый из них был вначале оборудован тремя газовыми камерами. Умерщвления производились с помощью угарного газа. Этот газ был выбран, потому что персонал был обучен убивать с его помощью уже во время операции «эвтаназии». Газ вырабатывался дизельными моторами. Оборудования лагерей смерти не хватало для выполнения поставленных задач, поэтому очень скоро их стали расширять.
В каждом лагере было занято от 20 до 30 человек немецкого персонала. Для охраны использовали от 100 до 120 так называемых «травников».

### Персонал
Для убийства двух миллионов евреев в генерал-губернаторстве нацистам потребовалось на удивление мало персонала. Он состоял из «исполнительного штаба Рейнхардт» в Люблине под руководством штурмбаннфюрера СС Германа Хёфле и 92 немецких «экспертов» из программы «эвтаназии». Наиболее известны из них Кристиан Вирт, Франц Штангль, Ирмфрид Эберль, Франц Рейхлейтнер, Готтлиб Херинг и Курт Франц. Немало было выходцев из Австрии. Кроме того, было около тысячи добровольцев из числа украинцев и литовцев, так называемых травников. В Травниках находился учебный лагерь. Кроме того, в операции принимали участие полицейские, военнослужащие вермахта и СС, железнодорожный персонал и служащие администраций, содействовавшие депортациям.
Немецкий персонал лагерей составляли 92 человека (новейшие исследования говорят о примерно ста), которые подчинялись при проведении «операции Рейнхард» канцелярии фюрера. Все эти люди были участниками «операции T4», программы «эвтаназии». Тесная связь «операции Рейнхард» с T4 не ограничивалась общим персоналом: в строительстве лагерей также принимали участие специалисты из «операции T4». Имели место частые проверки лагерей ведущими функционерами T4. Служащие лагерей обращались с различными ходатайствами также к руководству T4 в Берлине.
Еженедельно курьер из T4 доставлял из Берлина на имя Вирта денежное жалование и почту для лагерей. Кроме того, T4 отправляло дополнительное довольствие и паёк (например, большое количество спиртного).
Персонал подчинялся Берлину, оперативно — Глобочнику. Они считались членами СС и имели звания СС. При поступлении на работу они подписывали в бюро Германа Хёфле подписку о неразглашении. Они должны были молчать также после увольнения из «операции Рейнхард», им не разрешалось фотографировать в лагерях и дать себя подкупить. Полученные свидетельства показывают, что эти обязательства воспринимались не слишком серьёзно. В объяснении нет никакого указания на наказание, которое может последовать за нарушение этих правил.
Участие в операции было добровольным. Франц Штангль, комендант Собибора и Треблинки, рассказывал, что ему была предоставлена возможность решать, хочет ли он ехать под Люблин. Так как он не знал, по его словам, что его там ждёт, он согласился.

### Руководство лагерей
| Лагерь смерти «операция Рейнхардт» | Комендант         | Начало              | Конец             |
| ---------------------------------- | ----------------- | ------------------- | ----------------- |
| Белжец                             | Кристиан Вирт     | декабрь 1941 года   | 31 июля 1942 года |
| Белжец                             | Готтлиб Херинг    | 1 августа 1942 года | декабрь 1942 года |
| Собибор                            | Рихард Томалла    | март 1942           | апрель 1942       |
| Собибор                            | Франц Штангль     | май 1942            | сентябрь 1942     |
| Собибор                            | Франц Рейхлейтнер | сентябрь 1942       | октябрь 1943      |
| Треблинка                          | Рихард Томалла    | май 1942            | июнь 1942         |
| Треблинка                          | Ирмфрид Эберль    | июль 1942           | сентябрь 1942     |
| Треблинка                          | Франц Штангль     | сентябрь 1942       | август 1943       |
| Треблинка                          | Курт Хуберт Франц | август 1943         | ноябрь 1943       |

### Начало убийств
Для организации депортаций Глобочник создал собственный штаб под руководством Германа Хёфле. Штаб информировал сотрудников служб округа Люблин перед началом депортаций о том, что необходимо разделить евреев на станциях отправления на работоспособных и неработоспособных. Все неработоспособные отправлялись в Белжец. Белжец мог принять в день от 4 до 5 транспортов по 1000 евреев в каждом.
17 марта 1942 года начались депортации в лагерь смерти Белжец. Этот факт был известен не только задействованным в операции лицам. Йозеф Геббельс написал 27 марта 1942 года в своём дневнике:
«Сейчас из генерал-губернаторства, начиная с Люблина, выселяют евреев на Восток. При этом применяется довольно варварский и слабо поддающийся описанию метод и от самих евреев мало что остаётся. В общем можно установить, что 60 % из них должны быть ликвидированы, в то время как только 40 % могут быть использованы для работы. Бывший гауляйтер Вены (Глобочник), проводящий эту акцию, делает это довольно осмотрительно и методами, которые не слишком бросаются в глаза. Пророчество фюрера, которым он проводил их на мировую войну, начинает сбываться в самом устрашающем виде.» 
В ходе «операции Рейнхард» в живых ни в коем случае не оставлялось 40 % евреев. Лишь некоторые из них, молодые и самые сильные или специалисты в нужных СС областях, оставлялись на некоторое время в живых в качестве «рабочих евреев». «Рабочие евреи» — до тысячи на лагерь — собирали, сортировали и упаковывали одежду и ценности убитых, очищали газовые камеры и хоронили трупы, до тех пор, пока их самих не убивали.
Вскоре возникли трудности. Ёмкость лагерей не позволяла увеличить количество депортируемых, а вермахт затребовал весь подвижной состав железных дорог для своих нужд. В мае 1942 года Вирт и остальной немецкий персонал покинули Белжец, не уведомив об этом подчинённых. В начале мая в Люблин прибыл Виктор Брак из канцелярии Гитлера. Он провёл совещание с Глобочником о дальнейшем ходе уничтожения евреев. Брак объяснил, что «эвтаназия» закончилась и люди из «операции T4» прибудут в Люблин. Об этой встрече Брак доложил Гиммлеру в своём письме от 23 июня 1942 года:
«Уже давно я предоставил часть своих людей в распоряжение бригадефюрера Глобочника по указанию рейхсляйтера Боулера для выполнения его особого задания. На основании его новой просьбы теперь я предоставил дополнительный персонал. По этому поводу бригадефюрер Глобочник высказал соображение провести всю еврейскую операцию настолько быстро, насколько можно, чтобы в один прекрасный день всё не встало, если какие-то трудности заставят нас остановить эту акцию.» 
Дополнительные люди понадобились, так как в мае начал свою работу Собибор, а в июле — Треблинка. Транспортная проблема тоже была решена. Карл Вольфф из отдела кадров RFSS получил уведомление от государственного секретаря Альберта Ганценмюллера, который отвечал за железные дороги Рейха, что с 22 июля 1942 года ежедневно будет проходить поезд с примерно 5 000 евреев из Варшавы в Треблинку, а кроме того, дважды в неделю один поезд с 5000 евреев из Пшемысля в Белжец. Таким образом операция могла быть проведена в ускоренном темпе.
Ускорение было обусловлено приказом Гиммлера от 19 июля 1942 года, которым предписывалось провести «переселение» (кодовое обозначение убийства) всего еврейского населения генерал-губернаторства до 31 декабря 1942 года. После этой даты в генерал-губернаторстве не должно было остаться ни одного еврея.
Никто не был рад этому ускорению больше Глобочника. Он поблагодарил Гиммлера во время инспекции за его визит и за всю работу, которую он получил. С новой работой исполнялись все его тайные желания. Как выглядели эти тайные желания в действительности, известно со слов очевидца Курта Герштейна: Глобочник с гордостью показал ему 17 августа 1942 года лагеря смерти. С готовностью он объяснил своему посетителю функционирование лагерей и назвал «наивысшие достижения». Белжец: 15 000 человек в день, Собибор: 20 000, Треблинка: 25 000. После посещения Герштейн пытался сделать достоянием общественности положение в этих лагерях, однако ему это удалось лишь в небольшой степени.
Чтобы «рационализировать» убийство евреев в августе 1942 года Кристиан Вирт был назначен инспектором всех трёх лагерей. Фактически все три лагеря были в полной готовности к применению в конце лета 1942 года. Количество газовых камер было увеличено, разделение обязанностей при массовых убийствах налажено. Лагеря стали работающим почти без сбоев аппаратом с высокой производительностью. Состав с заключёнными прибывал утром, к вечеру трупы были уже сожжены, одежда складирована. К задержкам могла приводить лишь нехватка транспорта. В так называемой телеграмме Хёфле сообщалось об убитых к концу 1942 года 1 274 166 евреях.
К операции относились также различные мероприятия по внутренней и внешней маскировке: трупы сначала хоронили в огромных могилах, позже выкапывали и сжигали.
Летом 1943 года «операция Рейнхард» завершилась. Лагерь Белжец был расформирован, оставшиеся в живых евреи были перемещены в другие лагеря. В Треблинке и Собиборе произошли восстания заключённых, которые спасли жизни некоторым из них. Из всех трёх лагерей менее 200 заключённых пережили войну. Лагеря смерти были сровнены с землей и их территории были заново озеленены. Для дополнительной маскировки на территориях бывших лагерей смерти были созданы крестьянские хозяйства.

## Баланс
К «операции Рейнхард» относится также Операция «Праздник урожая». Однако эта операция проводилась не бывшим персоналом «операции Рейнхард». В начале ноября 1943 года в районе Люблина в течение трёх дней были расстреляны почти все ещё живые евреи в лагерях.
Число убитых евреев составило не менее 1,7 миллионов. В мае 1945 Одило Глобочник сказал одному из своих прежних знакомых на Вёртер-Зе, что с двумя миллионами «улажено».
4 ноября 1943 года Глобочник сообщил Гиммлеру из Триеста, что «операция Рейнхард» завершена в генерал-губернаторстве 19 октября 1943 года и все лагеря ликвидированы.
В своём ответе Гиммлер благодарил Глобочника и выражал ему благодарность и признательность за большую и неповторимую услугу, которые он оказал всему немецкому народу при проведении операции.
Фактически «операция Рейнхард» принесла нацистской Германии огромные богатства. Уже летом 1942 года от неё были получены около 50 миллионов рейхсмарок в ценных бумагах, монетах и украшениях, а также около тысячи вагонов текстиля, из них 300 000 новых костюмов. Количество иных ценностей, которые были получены в результате операции, например недвижимости, неизвестно.
Глобочник имел приказ создать картотеку изъятых у евреев ценностей. Однако надзиратели забирали себе всё, что могли, так же поступали и охранники с имуществом убитых.
Окончательный расчёт от 5 января 1944 года содержал следующие цифры:
| Получено денег                      | 73 852 080,74 RM  |
| Драгоценные металлы                 | 8 973 651,60 RM   |
| Ценности в чеках                    | 4 521 224,13 RM   |
| Ценности в золотых монетах          | 1 736 554,12 RM   |
| Ювелирные изделия и другие ценности | 43 662 450,-- RM  |
| Текстиль                            | 46 000 000,-- RM  |
| Итого                               | 178 745 960,59 RM |